# Nicolas Denys
Pour les articles homonymes, voir Nicolas Denis et Nicholas-Denys.
Nicolas Denys est un explorateur français, marchand et industriel de la pêche au Canada, gouverneur, lieutenant général pour Louis XIV, et propriétaire d'une partie de l'Acadie et du Canada. Il est un des premiers entrepreneurs d’Amérique du Nord mais aussi un géographe et observateur de l’histoire naturelle de la région. 
Il est né à Tours, baptisé en la paroisse Saint-Saturnin le 2 juin 1603, et meurt à 85 ans, en 1688, à Nipisiguit (Nouveau-Brunswick, Canada). 

## Biographie
Nicolas Denys est né à Tours en 1603,, et baptisé en la paroisse Saint-Saturnin le 2 juin 1603. 
Il est le fils de Jacques Denys, sieur du Pressoir, conseiller du Roi , marchand, membre de l'élection de Tours, et de Marie Cosnier. Il est le petit-fils de Mathurin Denys dit le jeune, marchand et régisseur du château de La Carte à Ballan, et de Marie Aubert. Son arrière-grand-père, Mathurin Denys, était marchand bourgeois à Tours, son arrière-grand-mère Guillemine Girard.
Nicolas Denys a trois frères, tous marins, Simon, Jacques et Henri qui participeront aussi à la colonisation de l’Acadie. Sa sœur Marie Denys épouse René Robin, contrôleur général des finances de la généralité de Tours et receveur de la reine Marguerite de Valois. Son neveu Charles Denys, fils de Simon Denys et de Françoise de Tertre, fut conseiller du roi au Conseil souverain de la Nouvelle-France (1681).
Nicolas Denys est un explorateur français, marchand et industriel de la pêche au Canada, gouverneur, lieutenant général pour le roi, et propriétaire d'une partie de l'Acadie et du Canada. Il est un des premiers entrepreneurs d’Amérique du Nord mais aussi un grand géographe et observateur de l’histoire naturelle de la région. Il est l’auteur du livre "Description géographique et historique des costes de l'Amerique septentrionale avec l'histoire naturelle du païs » et de « Histoire naturelle des peuples, des animaux des arbres & plantes de l’Amérique septentrionale & de ses divers climats »  publiés en 1672 après sa mort.   Il était surnommé « Grande barbe » par les Micmacs.
D'abord représentant de la Compagnie de la Nouvelle-France à La Rochelle, il part pour l'Acadie, avec Isaac de Razilly, en 1632 d'Auray (Bretagne), après avoir obtenu la concession de la contrée qui s'étend depuis le cap Canseau jusqu'à Gaspé, où il se lance dans le commerce du bois et une entreprise de pêche. Il fonde un premier établissement de pêche à Port-Rossignol  où « la peiche de la moluë y est très bonne »  et une industrie exportatrice de bois près de La Hève,. Il favorise aussi le développement de l’agriculture sur l’île de Miscou En 1633 il voyage de l’Acadie à Terre Neuve. Les propriétés étaient si peu assurées dans ce pays lointain, que Denys, qui avait fait des établissements importants dans ce qui lui appartenait, eut à les défendre avec les armes, parfois contre ses propres compatriotes. À la mort d’Isaac de Razilly, en Décembre 1635, Charles de Menou d'Aulnay décide de lui interdire ses exportations dans le but de tout transférer sur Port-Royal. Nicolas Denys décide alors de rentrer en France à La Rochelle.

### Concession
En 1650 après la mort de Charles de Menou d’Aulnay, il reçoit  une nouvelle concession de la Compagnie de la Nouvelle France. Cette concession s’étend du Cap Breton  à la Baie des Chaleurs en passant par la côte de Canso. Il revient sur l’Île du Cap-Breton  et construit son habitation ainsi que deux forts: Fort Saint-Pierre (St.Peter's) et Fort Sainte-Anne (Englishtown) près du Lac Bras d'Or. Il est aussi propriétaire de l’Anse de Percé et y favorise la pêche par l’intermédiaire de son frère Simon et de son neveu Pierre dès 1653.  En 1654, Nicolas Denys  développe une compagnie commerciale avec des associés: Christophe Bouquet et les frères Duquesne. En 1658 , il fait venir des jésuites pour les colons et les indiens.Tous les sites de pêche du golfe du Saint-Laurent lui revenaient en exclusivité, mais il était contractuellement tenu d'y implanter des établissements permanents et d'y amener des colons. Malgré ses autres activités (trafic de fourrures et exploitation d'une mine de plomb), il subit d'énormes pertes financières et un incendie acheva de le ruiner. « Depuis cet accident, dit le père Charlevoix, il n'a plus été en état d'entreprendre rien de considérable ; et ce fut un grand malheur pour cette partie de la Nouvelle-France, qui n'a jamais eu un commandant plus capable et plus appliqué ». Si Nicolas Denys fut ruiné, il a su tenir dans ces périodes troublées par des rivalités ruineuses, un manque de politique claire et aussi par des agressions étrangères.Pour Nicolas Denys, seule l’autorité du Roi peut mettre fin à tous ces désordres et conforter l’essor de l’Acadie: "Il n'y a que le Roi, écrit-il en 1664, qui soit capable de le faire valoir, et l'on m'a fait entendre qu'il était en volonté d'avoir tout le pays; je le souhaiterais".  Son fils Richard et sa fille demeurèrent en Acadie.  

### Gouverneur
En 1650,Nicolas Denys est nommé, par Louis XIV, Lieutenant Gouverneur.  Denys, durant sa vie en Acadie, fonda les établissements de Port-Rossignol,de Miscou, de Chedabouctou, de Saint-Pierre, de Sainte-Anne, et de Nipisiguit au Nouveau-Brunswick.
Ses « fortunes » ont connu un revirement lorsque son rival, Emmanuel Le Borgne, saisit ses avoirs à Port-Royal par la force des armes en 1654, alors que Nicolas Denys était à Sainte-Anne. La même année, Louis XIV reconnut officiellement les revendications de Nicolas Denys sur les propriétés confisquées par Le Borgne. Il fut donc ordonné à Le Borgne de remettre tous les biens saisis à Nicolas Denys.

### Retour en France
Denys de retour en France, après un séjour de quarante ans en Amérique, durant lequel il avait visité une grande partie des possessions françaises, publia le résultat de ses observations sous ce titre : Description géographique et historique des côtes de l'Amérique septentrionale, avec l'histoire naturelle du pays, Paris, 1672, 2 vol. in-12. On voit dans ce livre, dédié au roi, que Denys connaissait parfaitement le pays où il commandait, et les vrais moyens d'en tirer un parti avantageux pour la France. 
Il cite que les bois de construction que l'on peut s'y procurer, et la pêche de la morue, valent des trésors. Il est le premier à décrire avec détails les procédés de cette pêche — et, comme il était marin —, il ne néglige rien sur ce sujet. Il entretient peu le lecteur de ses aventures personnelles, et lui offre diverses particularités sur les sauvages, n'omettant rien de ce qui peut donner une idée exacte du pays qu'il avait si longtemps habité.
Nicolas Denys meurt à 85 ans, en 1688, à Nipisiguit (Nouveau-Brunswick, Canada).

## Culture

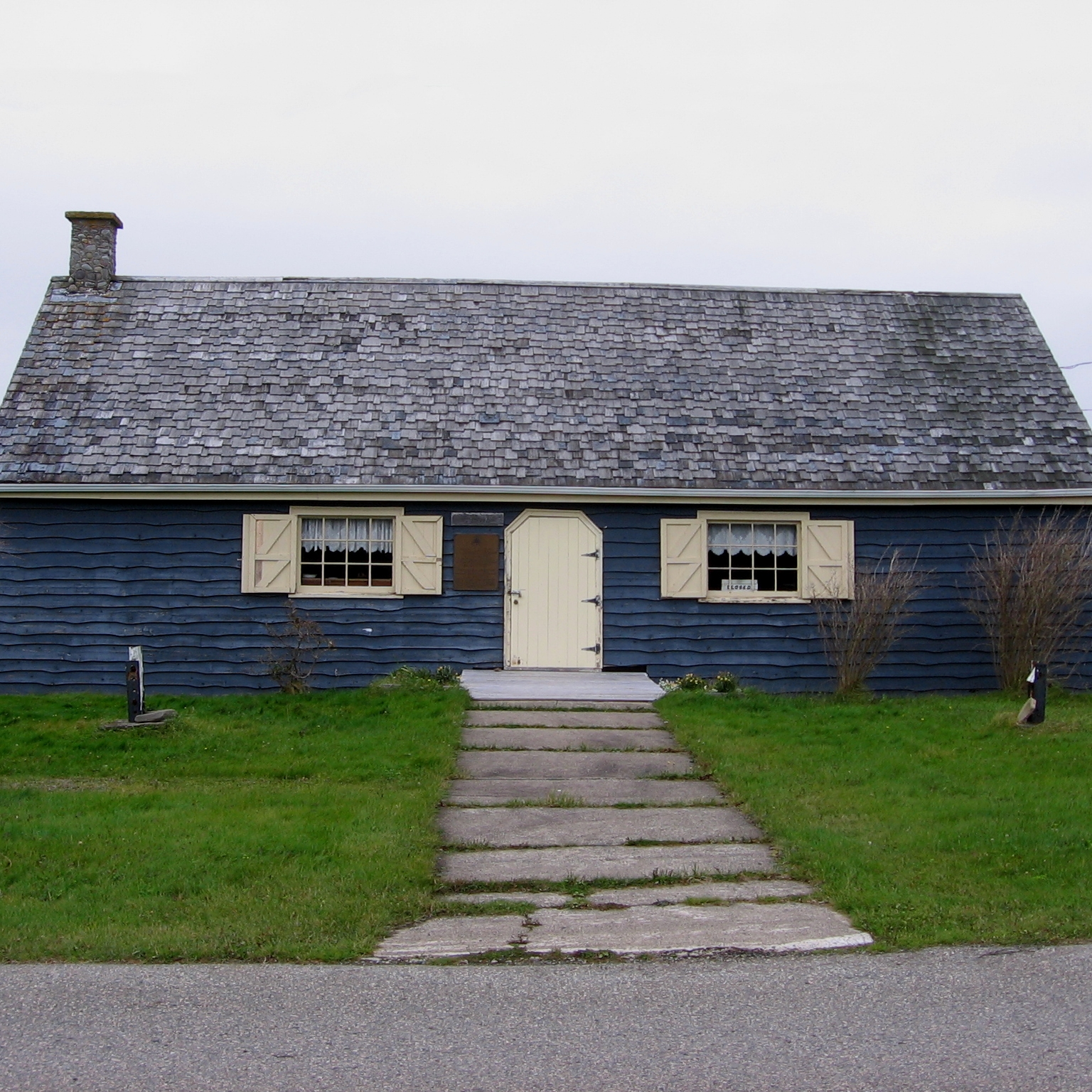
Le musée Nicolas Denys à Saint-Pierre au Cap-Breton en Nouvelle-Écosse.

Nicolas Denys est mentionné dans le recueil de poésie La terre tressée, de Claude Le Bouthillier.

## Publications généalogiques frauduleuses
Les généalogies reliant Nicolas Denys et Frederick Gilman Forsyth (ou Forsaith), alias "Frédéric Gregory Forsyth de Fronsac", alias "Forsyth de Fronsac", alias "Viscount de Fronsac" sont fausses. La fraude durable de Forsyth a été révélée par un généalogiste  remarquable, Yves Drolet du "Regroupement des anciennes familles", de  Montréal, dans la recherche maintenant définitive sur le sujet, L'Ordre Aryen d'Amérique et le Collège des Armes du Canada 1880 - 1937.
Les publications de Forsyth contenant de fausses généalogies incluent :
- Memorial of the family of Forsyth de Fronsac[15] ;
- A genealogical record : Forsyth of Nydie[16] ;
- Rise of the United Empire Loyalists: A Sketch of American History [17].

Un autre auteur, le généalogiste professionnel Charles Henry Browning, a également perpétué  le lien fabriqué entre les Denys et les Forsyth, ainsi que d'autres lignées fausses. Browning était membre de l'organisation raciste qui a fonctionné de 1880 à 1937 sous le nom d'Ordre Aryen d'Amérique, qui a été fondée par Forsyth de Fronsac. Certaines des fausses généalogies de Browning sont incluses dans Americans of Royal Descent.
Les histoires familiales frauduleuses écrites par Forsyth et par d'autres personnes qui ont revendiqué faussement une lignée ancestrale avec les Denys et plusieurs autres familles ont été largement distribuées et sont liées à cette page, car elles sont maintenant disponibles par voie électronique, sans préavis ni responsabilité pour leur contenu frauduleux..

### Sources et bibliographie
- Jules Boudreau, Bâtisseurs de l'Acadie, Tracadie-Sheila, Éditions La grande marée, 2014 (ISBN 9782349723017), p. 33-36.
- « Nicolas Denys », dans Louis-Gabriel Michaud, Biographie universelle ancienne et moderne : histoire par ordre alphabétique de la vie publique et privée de tous les hommes avec la collaboration de plus de 300 savants et littérateurs français ou étrangers, 2e édition, 1843-1865 [détail de l’édition]
- Biographie complète de Nicolas Denys, CyberAcadie
- Mario Mimeault, Nicolas Denys (1598-1688), 2002 Encyclobec.
- Baptême de Nicolas Denys 1603: publication originelle Le Messager de l'Atlantique N° 5, Avril 1989, BM Châtellerault, Jean-Marie Germe, bulletin SHA Moncton Clarence D'Entremont/Jean-Marie Germe (1989) et bulletin AGCF N° 1 (1995) Jean-Marie Germe http://www.fichierorigine.com/app/recherche/detail.php?numero=241225